# Antoni Querol Amor
Antoni Querol Amor, Sedasser o Sedassero (Canet lo Roig, 1918 - ?).
Nascut a Canet lo Roig (Castelló) el 1920. Recorria els pobles de la comarca amb la seva mare, fent de llauner i sedasser. Vivia a Ares (Castelló). Cenetista, s'allistà com a voluntari a l'exèrcit de la República i formà part de la 68 i 144 Brigada. Capturat pels franquistes va esser empresonat a Barbastre i Borriana. Obtingué la llibertat definitiva l'abril de 1942. Es trobava a l'ermita de Santa Llúcia a Morella quan, el 1945, es va incorporar a la partida guerrillera de Josep Borràs Climent, Cinctorrà que després s'integrà a l'Agrupació Guerrillera de Llevant. Va ser destinat al sector 23è de l'AGL. El 1945 era responsable d'un grup de l'AGL actiu a Castelló. Capturat a Santa Eulalia (Terol), l'agost de 1948, va ingressar a la presó de València, després de ser interrogat i torturat. Reclamat pel comandant Roldán Écija a Morella per tornar ser interrogat, després de ser novament torturat aconseguí escapar de la presó de Morella, obrint un forat a la cel·la, l'1 de febrer de 1949. A partir d'aquí les notícies sobre el Sedasser són confuses, sense aclarir-se si va ser detingut més tard a València o si va poder travessar els Pirineus i arribar a terres de França.